# Dinamo Brjansk

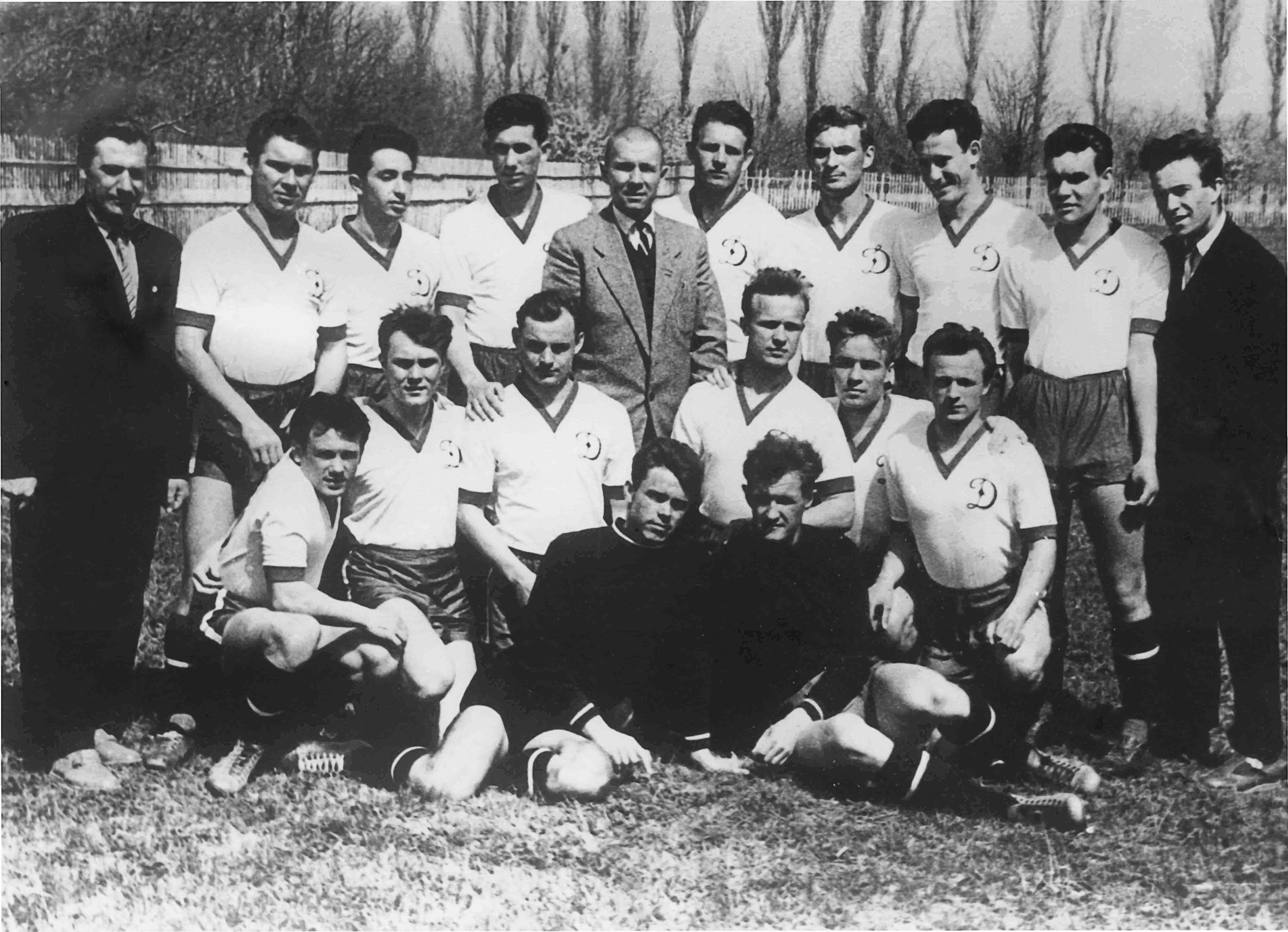
Team van 1960

Dinamo Brjansk (Russisch: ФК «Динамо» Брянск, FK Dinamo Brjansk) is een Russische voetbalclub uit Brjansk. Van 1971 tot 1991 speelde de club in de derde klasse van de toenmalige Sovjet-Unie. Van 2003 tot 2008 speelde de club in de tweede klasse. Na één seizoen afwezigheid promoveerde de club terug. In 2012 verloor de club haar licentie en werd teruggezet naar de vierde klasse. Na één seizoen kon de club terug promoveren naar de tweede divisie. 